# 藥上菩薩
药上菩萨，为佛教八大菩萨之一。

## 概述
早年生活在古印度，对医学和药物学颇有研究。据《观药王药上二菩萨经》的记述，药王菩萨为兄，原名星宿光；药上菩萨为弟，原名电光明。他们不仅医术高明，还有一副菩萨心肠，经常为病人施药医治。此外还常到日藏比丘及其他僧众的精舍，带着良药为僧众治病。